# Della Sowah
Della Sowah (sinh ngày 23 tháng 11 năm 1959) là Thứ trưởng Bộ Bảo vệ Giới, Trẻ em và Bảo vệ Xã hội Ghana. Cô cũng là Thành viên của Quốc hội cho khu vực bầu cử Kpando.

## Tuổi thơ
Della sinh ra ở Kpandu, Vùng Volta vào ngày 23 tháng 11 năm 1959.

## Giáo dục
Della có bằng Khoa học Xã hội của Đại học Khoa học và Công nghệ Kwame Nkrumah năm 1981. Cô có bằng Cao đẳng Tài chính và bằng MBA về Quản trị Kinh doanh.

## Sự nghiệp
Thứ trưởng, MP, 2012-2016 (chính phủ Ghana)
Đối tác, Nhà hoạch định tài chính, 2001-2012 (Bậc thầy tốc độ)
Tiếp thị, MD, 1990-2000 (DAPEG LTD)
Nghiên cứu, 1986-1990 (ESSOR LTD)

## Cuộc sống cá nhân
Cô ấy là người theo đạo Thiên chúa và đã kết hôn.